# Anna Ivanovna Barjatinskaja
Anna Ivanovna Barjatinskaja, in russo Анна Ивановна Барятинская? (San Pietroburgo, 5 dicembre 1772 – Parigi, 12 aprile 1825), è stata una nobildonna russa.

## Biografia
Era la figlia di Ivan Sergeevič Barjatinskij (1738-1811), e di sua moglie, Caterina di Schleswig-Holstein-Sonderburg-Beck.

## Matrimonio
Nel 1787 sposò il conte Nikolaj Aleksandrovič Tolstoj. Ebbero quattro figli:
- Ekaterina Nikolaevna (15 agosto 1789-11 febbraio 1870), sposò il principe Kostantin Ksaverevič Lubomirskij (1786-1870), ebbero sette figli;
- Evdokija Nikolaevna (1793-1797);
- Aleksandr Nikolaevič (21 settembre 1795-25 giugno 1866);
- Ėmmanuil Nikolaevič (1802-1825).

Nel 1789 vissero all'estero. Per diversi anni hanno visitato gli stati tedeschi, Italia, Svizzera e Francia. Nel maggio 1793 il conte Tolstoj venne nominato gran ciambellano del granduca Aleksandr Pavlovič.
Bella e simpatica, la contessa Tolstoj divenne presto un membro della cerchia più intima alla corte del granduca. Da quel momento, iniziò una stretta amicizia con la giovane granduchessa Elizaveta Alekseevna che lei chiamava affettuosamente "La longue", siccome Anna Ivanovna era molto alta.
La vita di famiglia della contessa Anna Ivanovna non era felice. Dopo la morte della figlia Evdokija, tra lei e il marito calò il gelo. Anna si innamorò dell'ambasciatore inglese Lord Whitworth, che spesso visitava la casa di Tolstoj.
La gelosia del marito, con la sua natura violenta e sfrenata, pesanti scene domestiche, ha portato Anna Ivanovna di decidere di lasciarlo, andando a vivere a Berlino nel 1800.
Dopo la morte di Paolo I, su richiesta dell'imperatrice Elisabetta Alekseevna, la contessa Tolstoj tornò in Russia. Era presente all'incoronazione dell'imperatore Alessandro I a Mosca, ma nel 1804 ancora una volta ritornò all'estero vivendo in Francia e a Vienna. Le lettere scritte all'imperatrice sono stati pubblicati nel 1909 dal granduca Nikolaj Michajlovič.
Nel mese di ottobre, la contessa Anna Ivanovna e sua figlia sono state presentate, a Gatčina, all'imperatrice Maria Feodorovna.
Si convertì al cattolicesimo e si trasferì a Firenze.

## Morte
Suo marito morì nel dicembre 1816. Anna morì a Parigi il 12 aprile 1825 e fu sepolta nel cimitero di "Le Calvaire du Mont-Valérien".

## Ascendenza
|                                                        |                                                             |                                                                    | Genitori                                                         |  |  | Nonni |  |  | Bisnonni                       |  |  | Trisnonni                        |  |
|                                                        |                                                             |                                                                    |                                                                  |  |  |       |  |  | 8. Ivan Feodorovič Bariatinski |  |  | 16. Fëdor Yourievitč Bariatinski |  |
|                                                        |                                                             |                                                                    |                                                                  |  |  |       |  |  | 8. Ivan Feodorovič Bariatinski |  |  | 16. Fëdor Yourievitč Bariatinski |  |
|                                                        |                                                             | 17. Anna Danilovna Stepanovica                                     |                                                                  |  |  |       |  |  | 8. Ivan Feodorovič Bariatinski |  |  |                                  |  |
| 4. Sergej Ivanovič Barjatinskij                        |                                                             |                                                                    |                                                                  |  |  |       |  |  | 8. Ivan Feodorovič Bariatinski |  |  |                                  |  |
|                                                        |                                                             | 9. Natal'ja Gavrilovna Golovkina                                   | 18. Gavriil Ivanovič Golovkin                                    |  |  |       |  |  |                                |  |  |                                  |  |
|                                                        |                                                             | 9. Natal'ja Gavrilovna Golovkina                                   | 18. Gavriil Ivanovič Golovkin                                    |  |  |       |  |  |                                |  |  |                                  |  |
|                                                        |                                                             | 9. Natal'ja Gavrilovna Golovkina                                   | 19. Domna Andreevna Divova                                       |  |  |       |  |  |                                |  |  |                                  |  |
| 2. Ivan Sergeevič Barjatinskij                         |                                                             | 9. Natal'ja Gavrilovna Golovkina                                   |                                                                  |  |  |       |  |  |                                |  |  |                                  |  |
|                                                        |                                                             | 10. Afanasj Timofeevič Savelov                                     | 20. Timofej Petrovič Savelov                                     |  |  |       |  |  |                                |  |  |                                  |  |
|                                                        |                                                             | 10. Afanasj Timofeevič Savelov                                     | 20. Timofej Petrovič Savelov                                     |  |  |       |  |  |                                |  |  |                                  |  |
|                                                        |                                                             | 10. Afanasj Timofeevič Savelov                                     | 21. Evfimiya Dmitrievna Konoplyova                               |  |  |       |  |  |                                |  |  |                                  |  |
| 5. Mavra Stepanova Savelova                            |                                                             | 10. Afanasj Timofeevič Savelov                                     |                                                                  |  |  |       |  |  |                                |  |  |                                  |  |
|                                                        |                                                             | 11. Ekaterina Ivanovna Velyaminova-Zernova                         | …                                                                |  |  |       |  |  |                                |  |  |                                  |  |
|                                                        |                                                             | 11. Ekaterina Ivanovna Velyaminova-Zernova                         | …                                                                |  |  |       |  |  |                                |  |  |                                  |  |
|                                                        |                                                             | 11. Ekaterina Ivanovna Velyaminova-Zernova                         | …                                                                |  |  |       |  |  |                                |  |  |                                  |  |
| 1. Anna Ivanovna Barjatinskaja                         |                                                             | 11. Ekaterina Ivanovna Velyaminova-Zernova                         |                                                                  |  |  |       |  |  |                                |  |  |                                  |  |
|                                                        | 12. Friedrich Ludwig von Schleswig-Holstein-Sonderburg-Beck | 24. August Philipp von Schleswig-Holstein-Sonderburg-Beck          |                                                                  |  |  |       |  |  |                                |  |  |                                  |  |
|                                                        | 12. Friedrich Ludwig von Schleswig-Holstein-Sonderburg-Beck | 24. August Philipp von Schleswig-Holstein-Sonderburg-Beck          |                                                                  |  |  |       |  |  |                                |  |  |                                  |  |
|                                                        | 12. Friedrich Ludwig von Schleswig-Holstein-Sonderburg-Beck | 25. Marie Sibylla von Nassau-Saarbrücken                           |                                                                  |  |  |       |  |  |                                |  |  |                                  |  |
| 6. Peter August von Schleswig-Holstein-Sonderburg-Beck | 12. Friedrich Ludwig von Schleswig-Holstein-Sonderburg-Beck |                                                                    |                                                                  |  |  |       |  |  |                                |  |  |                                  |  |
|                                                        |                                                             | 13. Luise Charlotte von Schleswig-Holstein-Sonderburg-Augustenburg | 26. Ernst Günther von Schleswig-Holstein-Sonderburg-Augustenburg |  |  |       |  |  |                                |  |  |                                  |  |
|                                                        |                                                             | 13. Luise Charlotte von Schleswig-Holstein-Sonderburg-Augustenburg | 26. Ernst Günther von Schleswig-Holstein-Sonderburg-Augustenburg |  |  |       |  |  |                                |  |  |                                  |  |
|                                                        |                                                             | 13. Luise Charlotte von Schleswig-Holstein-Sonderburg-Augustenburg | 27. Auguste von Schleswig-Holstein-Sonderburg-Glücksburg         |  |  |       |  |  |                                |  |  |                                  |  |
| 3. Katharina von Schleswig-Holstein-Holstein-Beck      |                                                             | 13. Luise Charlotte von Schleswig-Holstein-Sonderburg-Augustenburg |                                                                  |  |  |       |  |  |                                |  |  |                                  |  |
|                                                        |                                                             | 14. Nikolai Fëdorovič Golovin                                      | 28. Fëdor Alekseevič Golovin                                     |  |  |       |  |  |                                |  |  |                                  |  |
|                                                        |                                                             | 14. Nikolai Fëdorovič Golovin                                      | 28. Fëdor Alekseevič Golovin                                     |  |  |       |  |  |                                |  |  |                                  |  |
|                                                        |                                                             | 14. Nikolai Fëdorovič Golovin                                      | 29. Ekaterina Petrovna Golovina                                  |  |  |       |  |  |                                |  |  |                                  |  |
| 7. Natal'ja Nikolaevna Golovina                        |                                                             | 14. Nikolai Fëdorovič Golovin                                      |                                                                  |  |  |       |  |  |                                |  |  |                                  |  |
|                                                        |                                                             | 15. Sofia Nikitichnaya Pushkina                                    | 30. Nikita Borisovich Pushkin                                    |  |  |       |  |  |                                |  |  |                                  |  |
|                                                        |                                                             | 15. Sofia Nikitichnaya Pushkina                                    | 30. Nikita Borisovich Pushkin                                    |  |  |       |  |  |                                |  |  |                                  |  |
|                                                        |                                                             | 15. Sofia Nikitichnaya Pushkina                                    | 31. Akulina Grigorievna Kologrivova                              |  |  |       |  |  |                                |  |  |                                  |  |
|                                                        |                                                             | 15. Sofia Nikitichnaya Pushkina                                    |                                                                  |  |  |       |  |  |                                |  |  |                                  |  |